# Trhové Sviny
Trhové Sviny (tyska: Schweinitz in Böhmen) är en stad i Tjeckien. Den ligger i distriktet České Budějovice och regionen Södra Böhmen, i den södra delen av landet, 140 km söder om huvudstaden Prag. Trhové Sviny ligger 465 meter över havet och antalet invånare är 5 094 (2016).
Terrängen runt Trhové Sviny är platt åt nordost, men åt sydväst är den kuperad. Runt Trhové Sviny är det ganska glesbefolkat, med 21 invånare per kvadratkilometer. Närmaste större samhälle är České Budějovice, 19,0 km nordväst om Trhové Sviny. I omgivningarna runt Trhové Sviny växer i huvudsak blandskog.